# جان شارل كاستيليتو
جان شارل كاستيليتو (بالفرنسية: Jean-Charles Castelletto) (مواليد 26 يناير 1995) هو لاعب كرة قدم فرنسي في مركز الدفاع. شارك مع منتخب فرنسا تحت 16 سنة لكرة القدم ومنتخب فرنسا تحت 17 سنة لكرة القدم ومنتخب فرنسا تحت 18 سنة لكرة القدم ومنتخب فرنسا تحت 19 سنة لكرة القدم ومنتخب فرنسا تحت 20 سنة لكرة القدم. أما مع النوادي، فقد لعب مع موسكرون بيروفيلز ونادي أوكسير ونادي كلوب بروج.

## روابط خارجية
- جان شارل كاستيليتو على موقع الاتحاد الأوربي (الإنجليزية)
- جان شارل كاستيليتو على موقع إي إس بي إن إف سي (الإنجليزية)
- جان شارل كاستيليتو على موقع قاعدة بيانات كرة القدم.إي يو (الإنجليزية)
- جان شارل كاستيليتو على موقع ليكيب (الفرنسية)
- جان شارل كاستيليتو على موقع ناشيونال فوتبول تيمز (الإنجليزية)
- جان شارل كاستيليتو على موقع Soccerbase.com (لاعب) (الإنجليزية)
- جان شارل كاستيليتو على موقع Soccerway.com (الإنجليزية)
- جان شارل كاستيليتو على موقع عالم كرة القدم.نت (الإنجليزية)